# Lake City (Iowa)
Lake City ist eine Stadt (mit dem Status „City“) im Calhoun County im US-amerikanischen Bundesstaat Iowa. Das U.S. Census Bureau hat bei der Volkszählung 2020 eine Einwohnerzahl von 1.731 ermittelt.

## Geografie
Lake City liegt im nordwestlichen Zentrum Iowas am Lake Creek, der über den North Raccoon River, den Raccoon River und den Des Moines River zum Stromgebiet des Mississippi gehört. Der am Missouri gelegene Schnittpunkt der drei Bundesstaaten Iowa, Nebraska und South Dakota liegt rund 160 km westlich von Lake City. Die Grenze zu Minnesota verläuft rund 150 km nördlich der Stadt.
Die geografischen Koordinaten von Lake City sind 42°16′03″ nördlicher Breite und 94°44′02″ westlicher Länge. Das Stadtgebiet erstreckt sich über eine Fläche von 12,46 km² und gehört keiner Township an.
Nachbarorte von Lake City sind Rockwell City (22,6 km nordöstlich), Rinard (28,3 km ostnordöstlich), Lohrville (15,6 km östlich), Lanesboro (13,4 km südsüdöstlich), Lidderdale (21,5 km südsüdwestlich), Auburn (12,6 km westlich) und Yetter (14,1 km nordwestlich).
Die nächstgelegenen größeren Städte sind die Twin Cities in Minnesota (Minneapolis und Saint Paul) (410 km nordnordöstlich), Rochester in Minnesota (356 km nordöstlich), Cedar Rapids (282 km ostsüdöstlich), Iowas Hauptstadt Des Moines (162 km südöstlich), Kansas City in Missouri (403 km südlich), Nebraskas größte Stadt Omaha (211 km südwestlich), Sioux City (160 km westlich) und South Dakotas größte Stadt Sioux Falls (288 km nordwestlich).

## Verkehr
Der Iowa State Highway 175 verläuft in West-Ost-Richtung als Hauptstraße durch Lake City. Alle weiteren Straßen sind untergeordnete Landstraßen, teils unbefestigte Fahrwege sowie innerörtliche Verbindungsstraßen.
Der nächste Flughafen ist der 168 km südöstlich gelegene Des Moines International Airport.

## Bevölkerung
Nach der Volkszählung im Jahr 2010 lebten in Lake City 1727 Menschen in 757 Haushalten. Die Bevölkerungsdichte betrug 138,6 Einwohner pro Quadratkilometer. In den 757 Haushalten lebten statistisch je 2,13 Personen.
Ethnisch betrachtet setzte sich die Bevölkerung zusammen aus 98,4 Prozent Weißen, 0,2 Prozent Afroamerikanern, 0,1 Prozent (zwei Personen) amerikanischen Ureinwohnern, 0,2 Prozent Asiaten sowie 0,3 Prozent aus anderen ethnischen Gruppen; 0,7 Prozent stammten von zwei oder mehr Ethnien ab. Unabhängig von der ethnischen Zugehörigkeit waren 1,2 Prozent der Bevölkerung spanischer oder lateinamerikanischer Abstammung.
20,2 Prozent der Bevölkerung waren unter 18 Jahre alt, 53,7 Prozent waren zwischen 18 und 64 und 26,1 Prozent waren 65 Jahre oder älter. 53,0 Prozent der Bevölkerung waren weiblich.
Das mittlere jährliche Einkommen eines Haushalts lag bei 34.934 USD. Das Pro-Kopf-Einkommen betrug 22.963 USD. 18,3 Prozent der Einwohner lebten unterhalb der Armutsgrenze.